# Манетин
Манетин (чеш. Manětín, нем. Manetin) — город на западе центральной части Чешской Республики, в районе Пльзень-север Пльзенского края.

## История
Манетин, местечко на пути из Праги до Хеба, впервые упоминания в письменных источниках под 1169 годом, когда король Чехии Владислав I передал местный военный округ ордену рыцарей-иоаннитов. В 1235 году иоанниты добились от короля предоставления Манетину прав учреждения собственного суда и возведения городских стен. В тот период на территории западной части нынешнего замка были построены крепость и монастырь.
В 1420 году король Зикмунд Люксембургский передал Манетинское панство в залог пану Богуславу VI из Швамберка (ум. 1425), который после 1422 перешёл на сторону гуситов. После него Манетинское панство получил его брат Гинек Крушина из Швамберка, при котором манетинской крепостью управлял его бургграф. Всё это время юридически Манетин принадлежал Чешской провинции ордена иоаннитов и был центром Манетинского комтурства (коменды), находясь во владении у панов из Швамберка лишь по праву залогодержателя. В 1483 году генеральный приор ордена иоаннитов Ян из Швамберка продал опустевшее Манетинское комтурство с замком и всеми имениями Богуславу VII из Швамберка в наследственное владение за 9 024 коп чешских грошей.

## География
Расположен в долине реки Манетинский поток, 29 км к северо-западу от административного центра края, города Пльзень, на высоте 413 м над уровнем моря.

## Население
| Год  | Численность | Численность |
| ---- | ----------- | ----------- |
| 1869 | 3624        | [ 5 ]       |
| 1880 | 3701        | [ 5 ]       |
| 1890 | 3672        | [ 5 ]       |
| 1900 | 3424        | [ 5 ]       |
| 1910 | 3341        | [ 5 ]       |
| 1921 | 3289        | [ 5 ]       |
| 1930 | 3104        | [ 5 ]       |
| 1950 | 1753        | [ 5 ]       |
| 1961 | 1767        | [ 5 ]       |
| 1970 | 1542        | [ 5 ]       |
| 1980 | 1476        | [ 5 ]       |
| 1991 | 1350        | [ 5 ]       |
| 2001 | 1245        | [ 5 ]       |
| 2014 | 1165        | [ 6 ]       |
| 2016 | 1141        | [ 7 ]       |
| 2017 | 1133        | [ 8 ]       |
| 2018 | 1125        | [ 9 ]       |
| 2019 | 1142        | [ 10 ]      |
| 2020 | 1151        | [ 11 ]      |
| 2021 | 1151        | [ 12 ]      |
| 2022 | 1128        | [ 13 ]      |
| 2023 | 1142        | [ 14 ]      |
| 2024 | 1131        | [ 3 ]       |

## Галерея

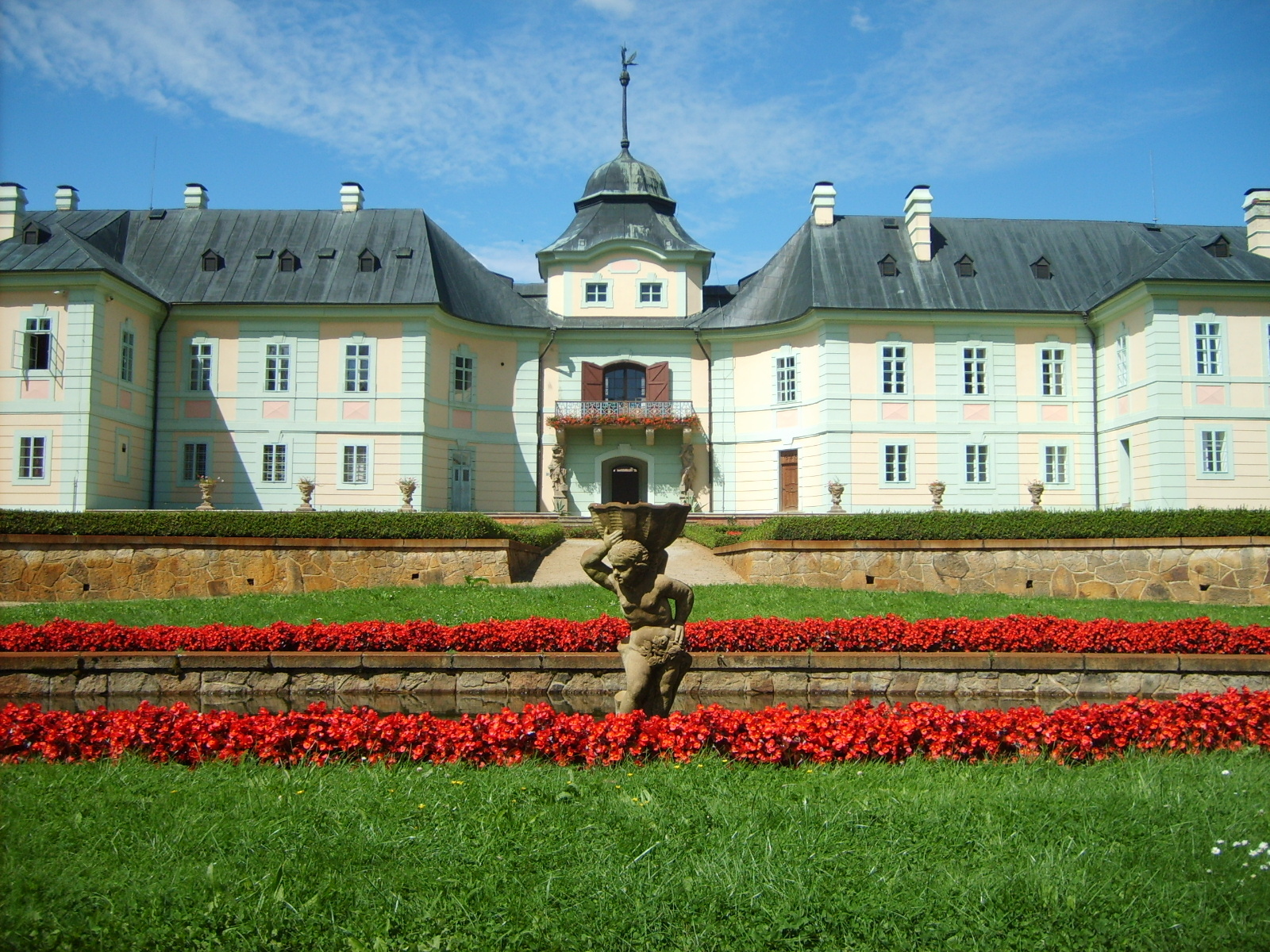
Манетинский замок
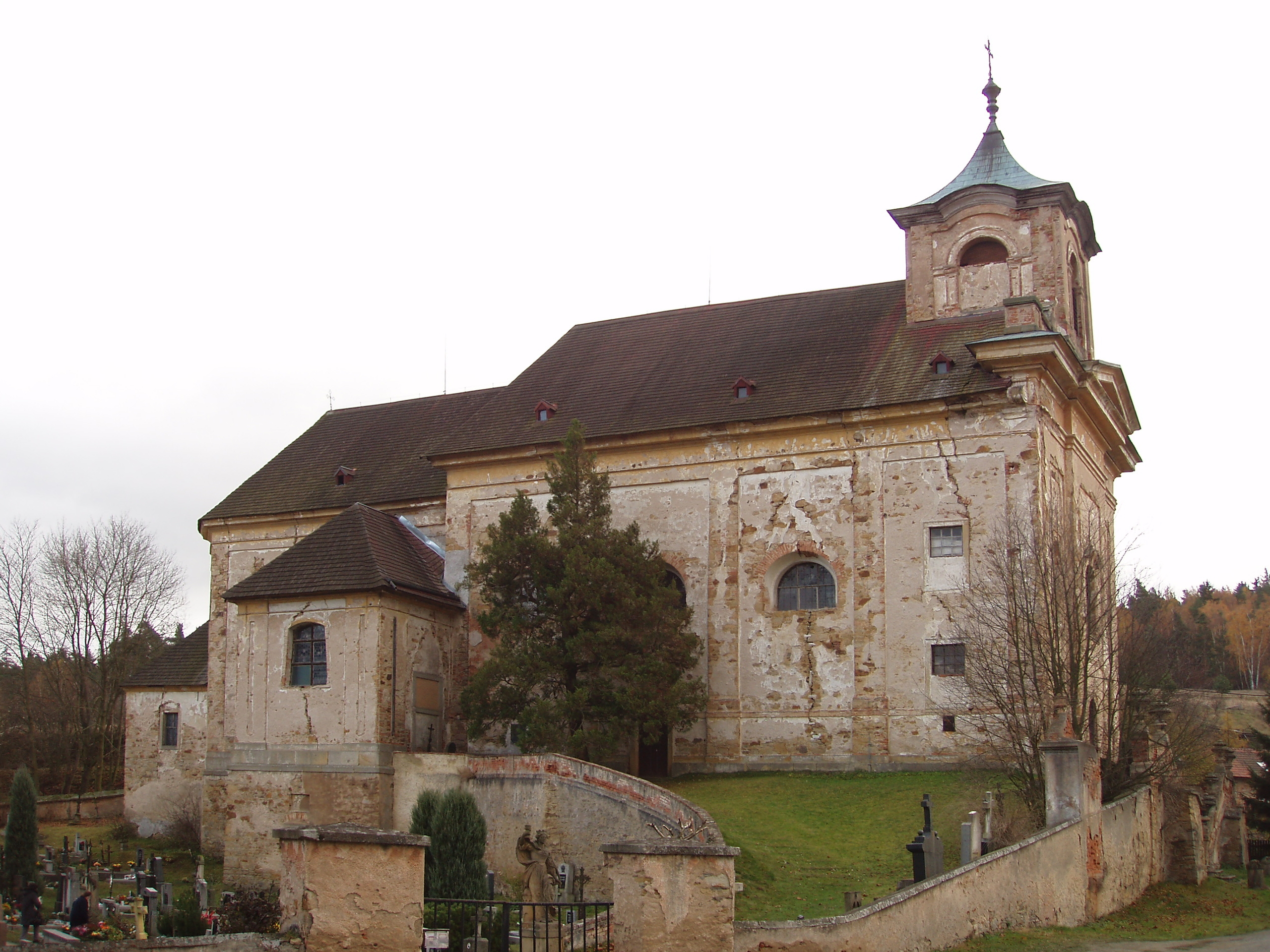
Костёл св. Барбары в Манетине
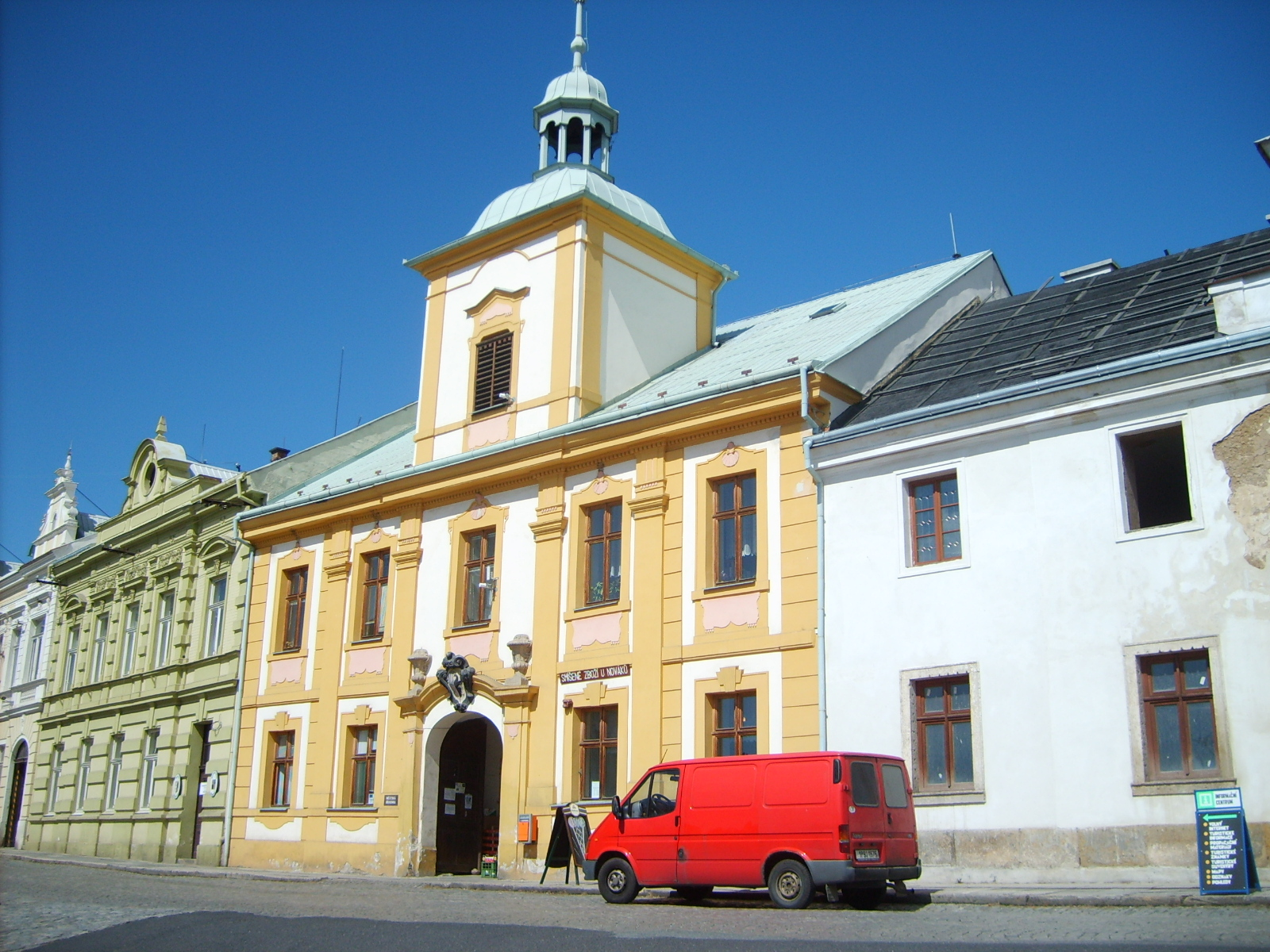